# 杜普伊广场

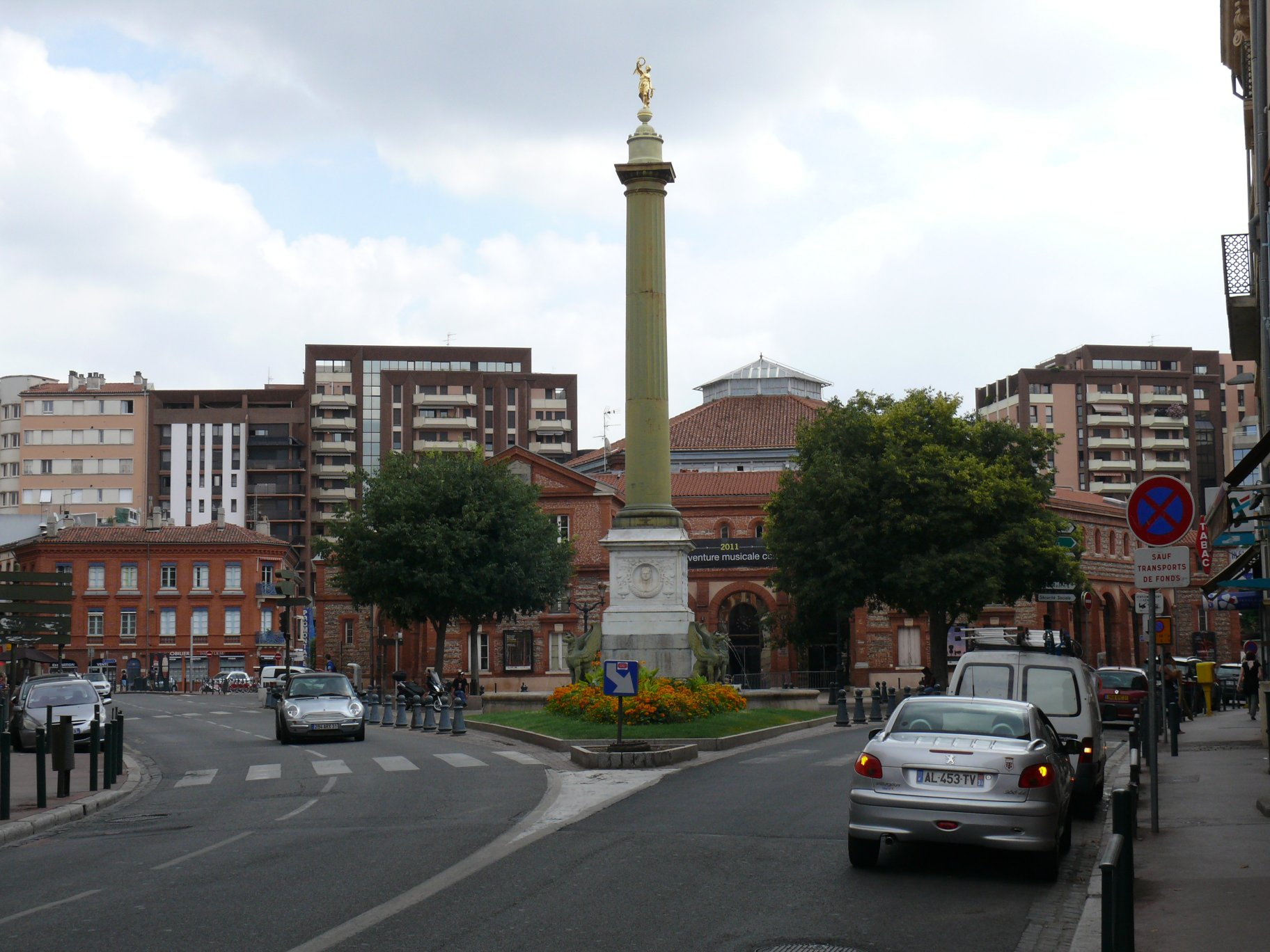

杜普伊广场（法語：Place Dominique-Martin-Dupuy）是法国西南部图卢兹历史中心的一个三角形广场，位于第一区的杜普伊社区。广场开辟于14世纪。

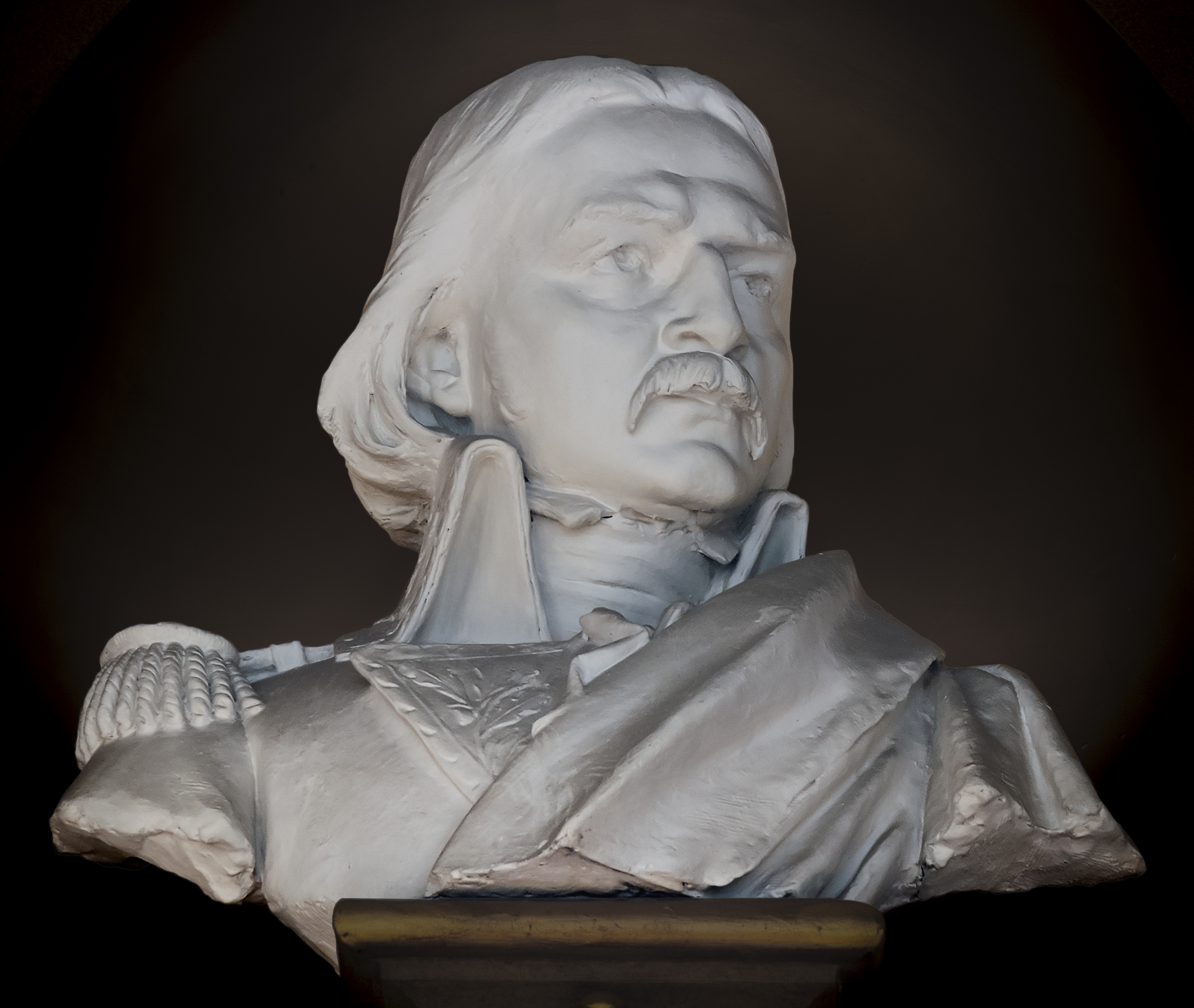

广场得名于出生于图卢兹的将军多米尼克·马丁·杜普伊（Dominique-Martin-Dupuy，1767-1798），命名于1832年7月29日。

## 建筑
- 杜普伊圆柱（Colonne Dupuy）[2]

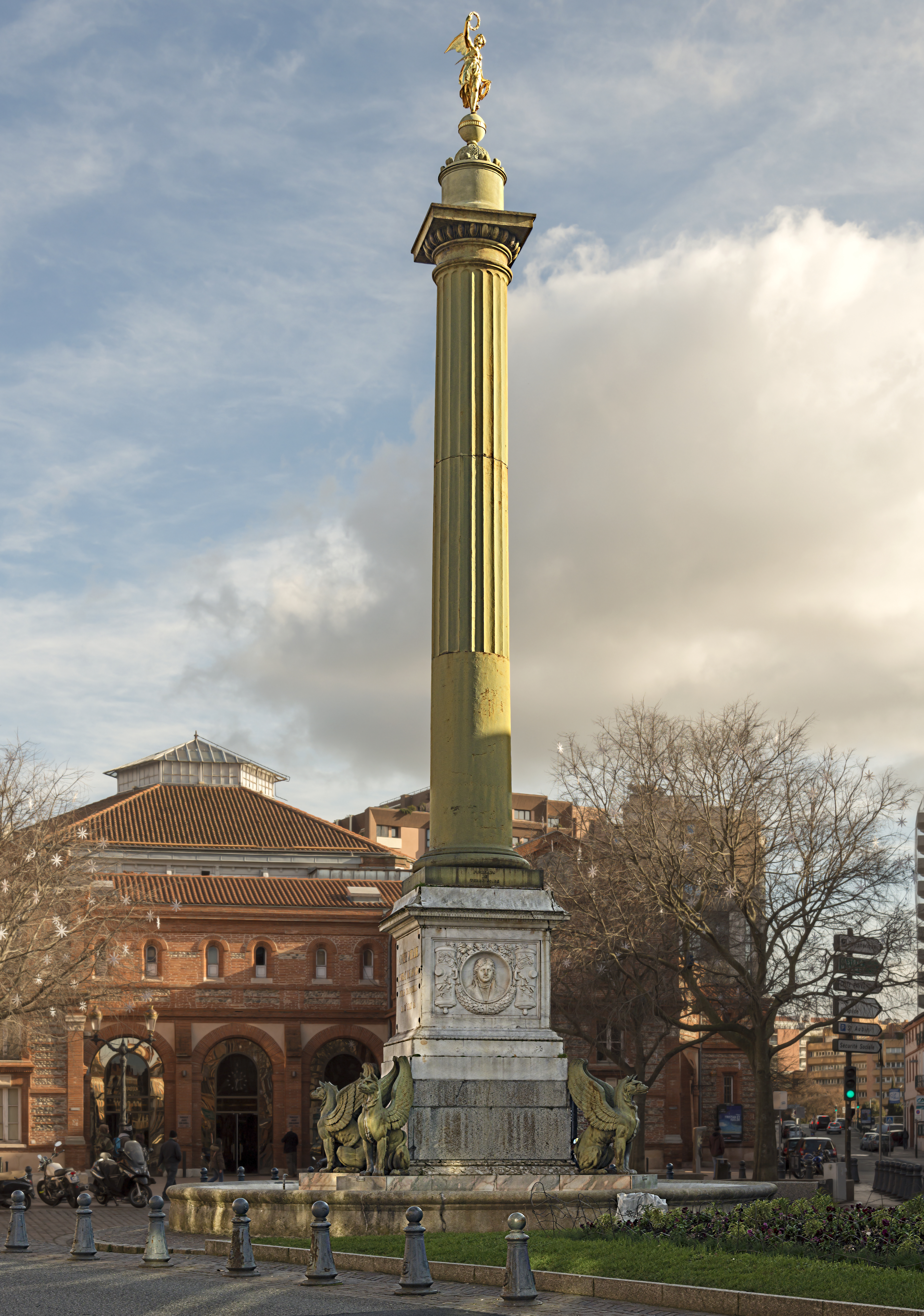
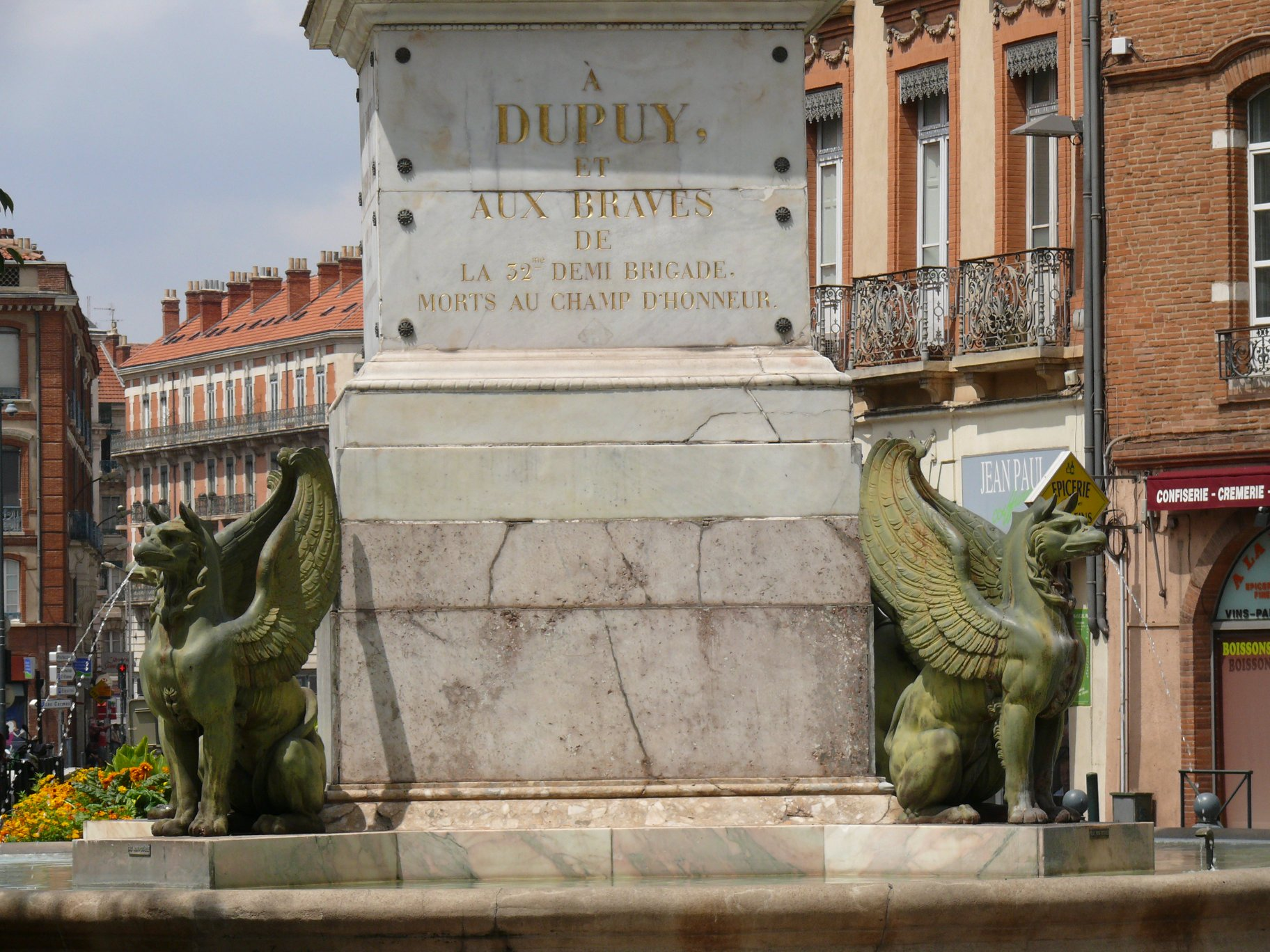
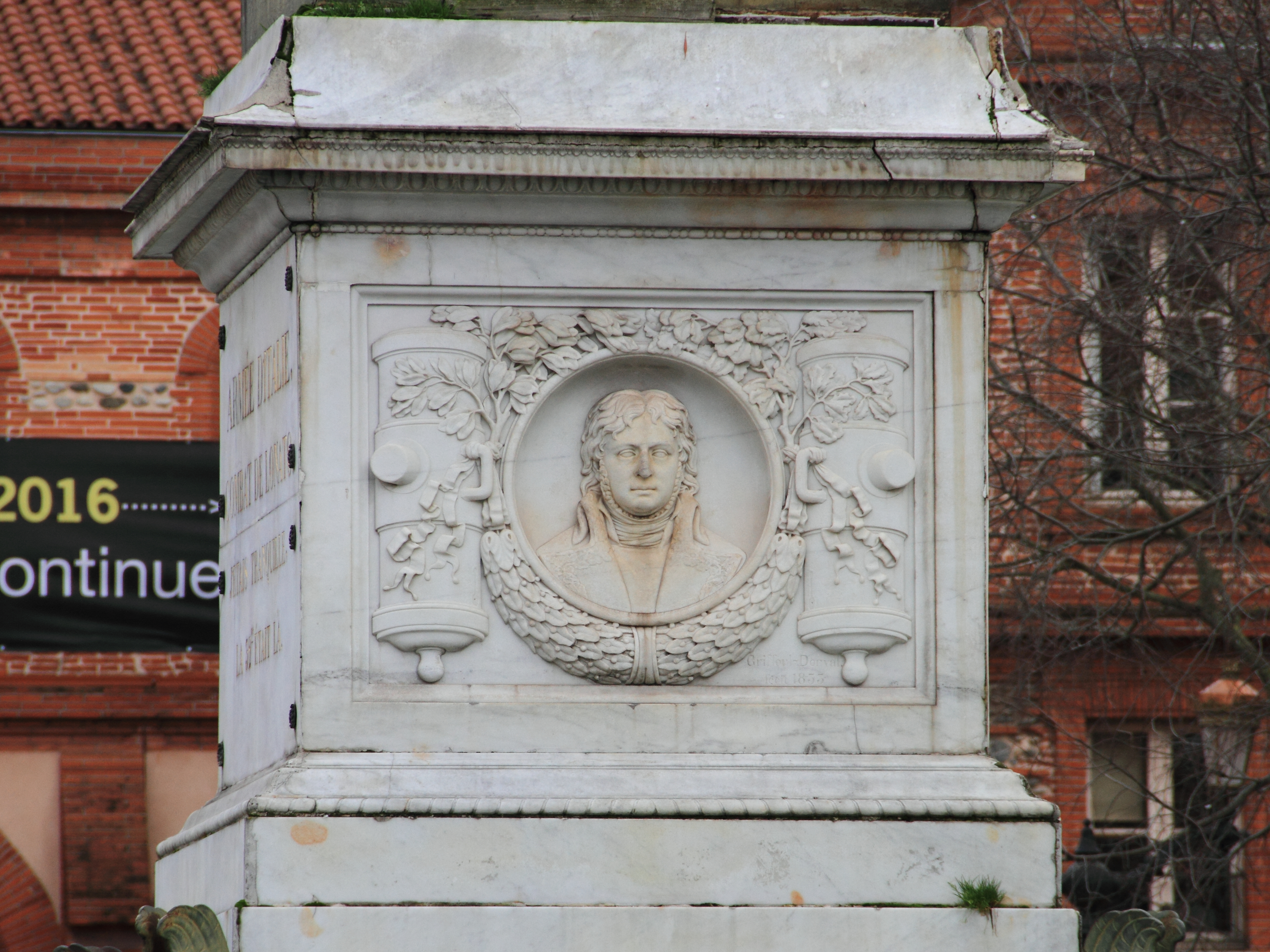
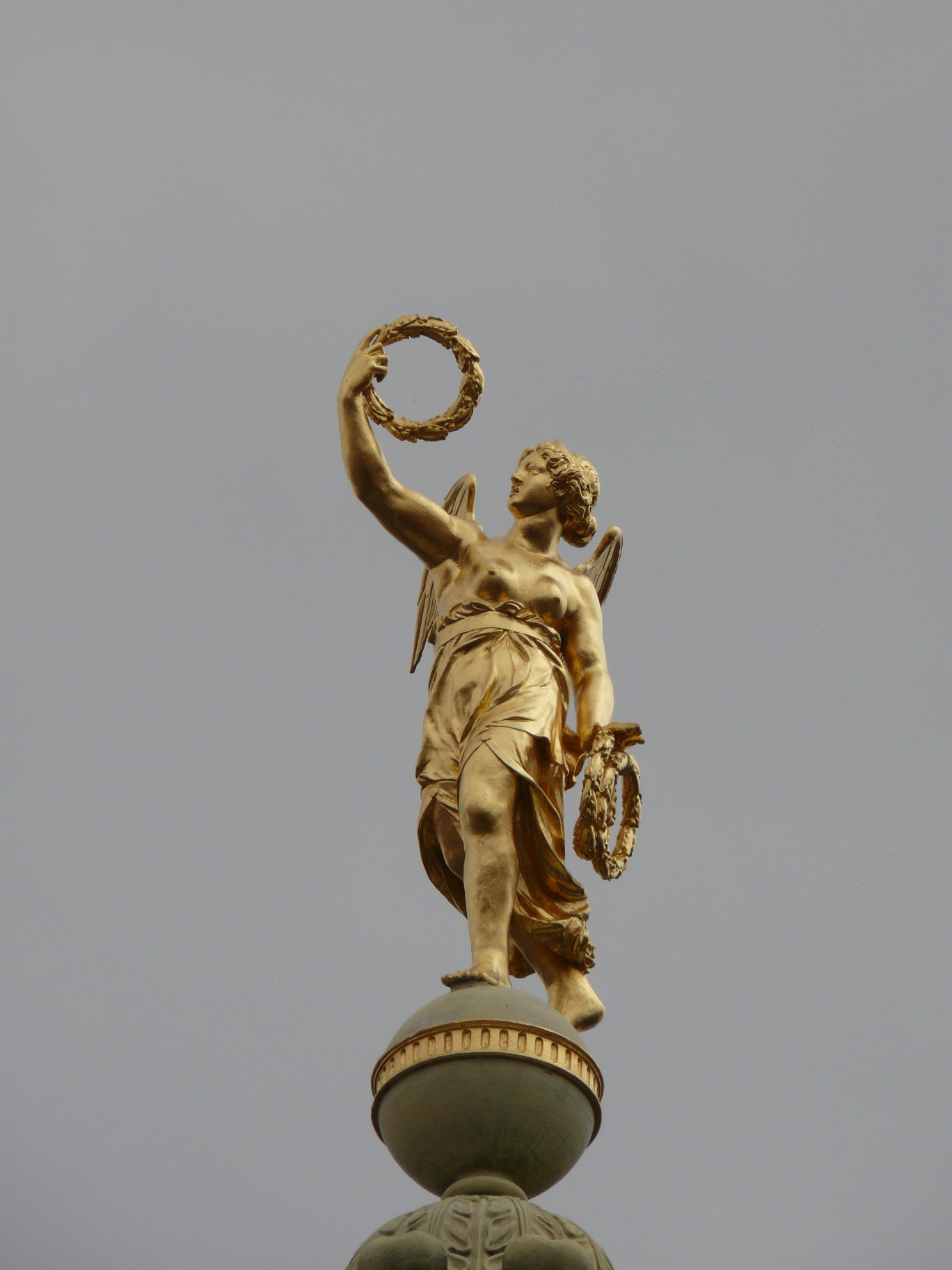

- 谷物大厅（Halle aux Grains）[3][4]

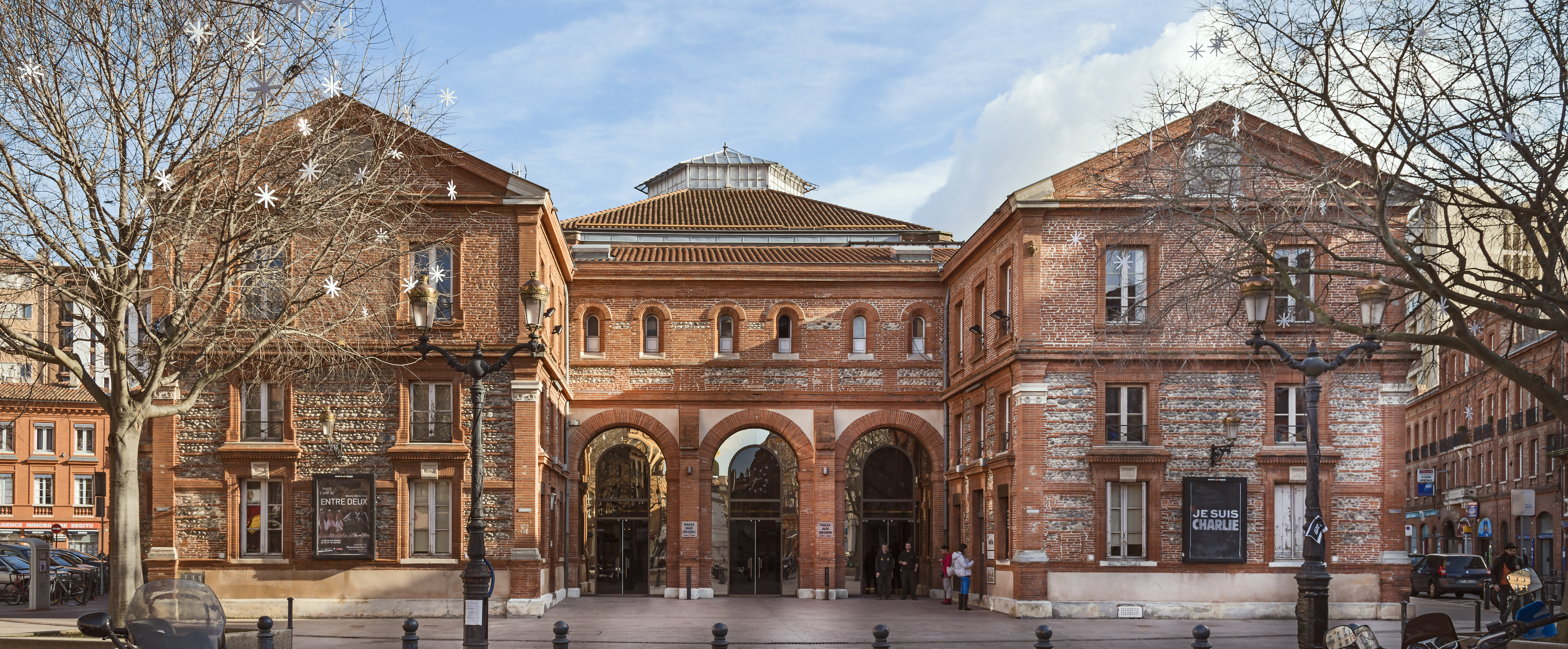
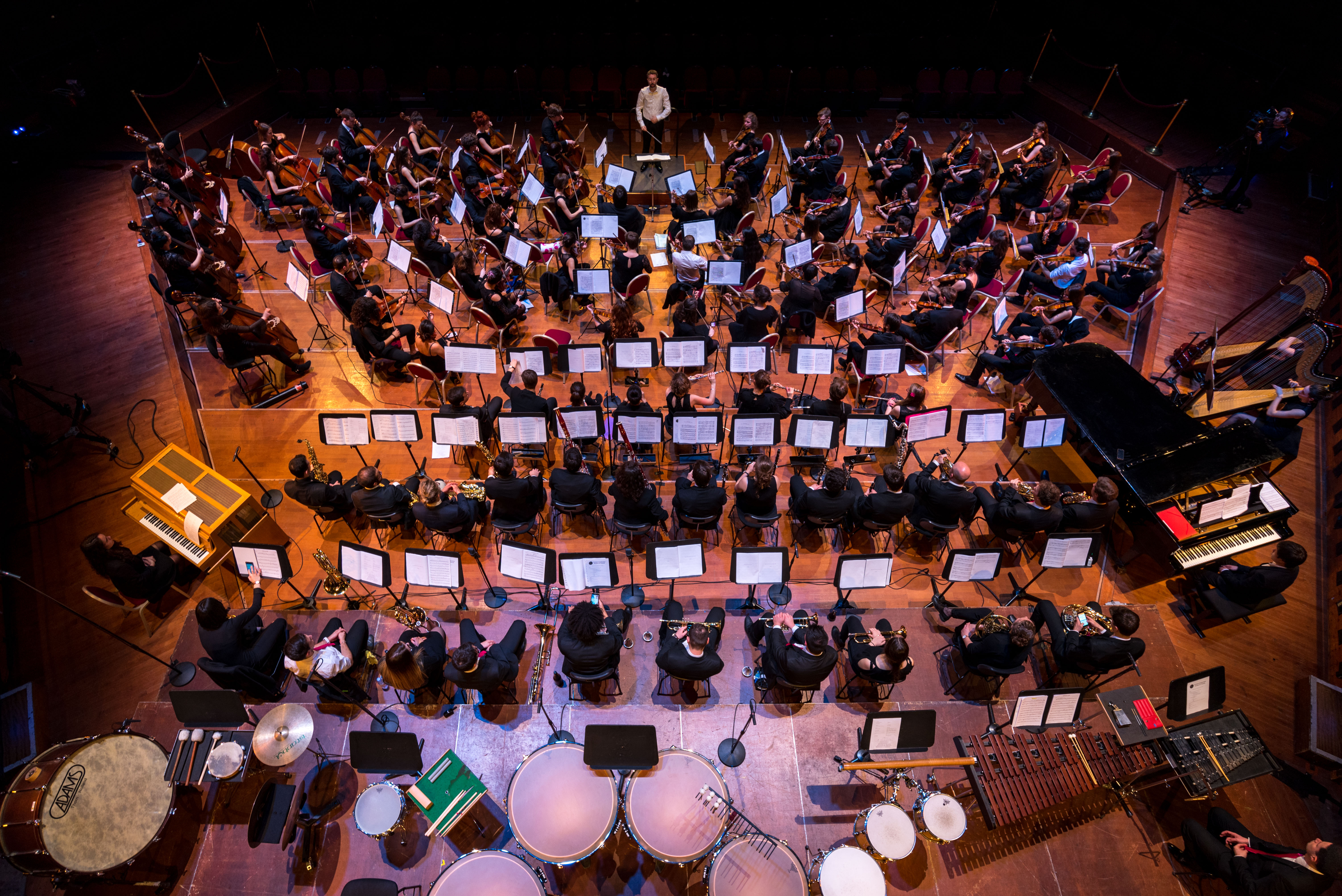

- 1号[5].
- 2号[6]
- 7号[7]
- 8号[8]
- 12号[9].
- 13号[10]
- 18号[11]
- 25号[12]
- 27号[13]